# Samojeder

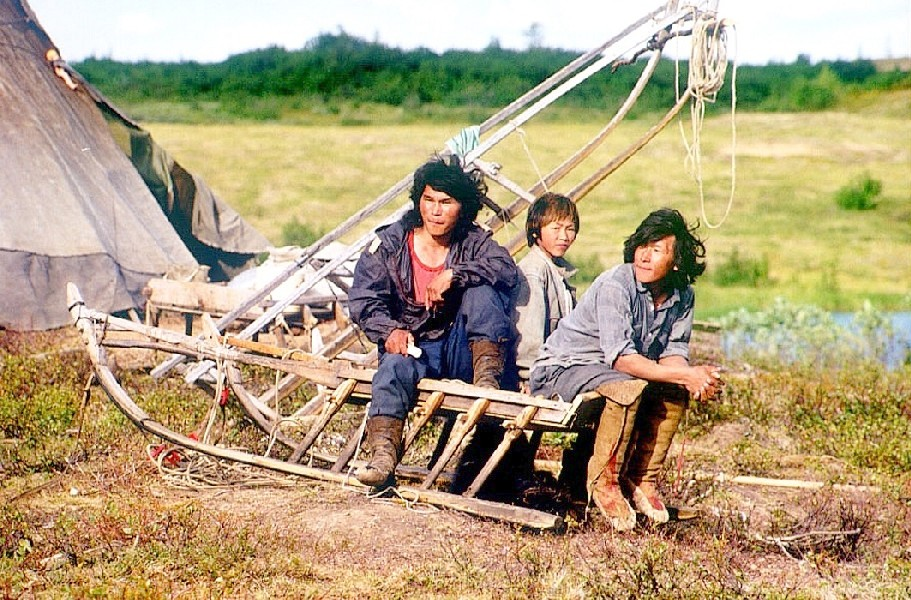
En nentsisk familj.

Samojeder är en samlingsbenämning för de folkgrupper som lever i området från Vita havet och österut till floderna Ob och Jenisej och talar samojediska språk. Som etnonym har dock benämningen "samojed" under 1900-talet fallit ur bruk och "samojeder" får som etnonym ses som en föråldrad exonym. De folkgrupper som omfattas är: nentser (äldre terminologi juraksamojeder), entser (äldre terminologi jenisejsamojeder), nganasaner (äldre terminologi tavgisamojeder) och selkuper (äldre terminologi ostjaksamojeder), samt de utdöda folkgrupperna kamasser (försvunnen på grund av assimilering, den sista personen med kamassiska som sitt modersmål dog 1989) och matorer (försvunnen på 1800-talet, dels på grund av assimilering, dels på grund av en smittkoppsepidemi). 
Enligt rysk demografisk statistik tillhör cirka 50 000 personer något samojedfolk. Den största gruppen är nentser, den minsta entser.

## Etymologi och terminologi
Benämningen "samojed" är av omstritt ursprung. En teori som en del ryska etnografer framlagt är att etnonymen "samojed" skulle kunna hänga samman med samernas namn på sitt land (sámi aednam), baserat på teorin att tidiga samojedfolk stött på ett folk de kallade sirtja, vilka dessa etnografer menar kan ha varit samer, men denna teori har av andra forskare kritiserats för att mest bygga på ytlig ljudlikhet. Ett annat antagande är att det ryska ordet "samojed" betyder ”självätare” – alltså kannibal. Denna tolkning förekom redan på 1600-talet, men har av etnografen Kerstin Kuoljok framhållits som ogrundad.
På grund av den historiska terminologin kan "samojeder" uppfattas som en nedsättande benämning.